# Faro de Triagoz
El faro de Triagoz se encuentra sobre la roca de Guen-Bras, en la zona central de los islotes de Triagoz, a unos diez kilómetros al noroeste de Trégastel, en el departamento bretón de Côtes-d'Armor. Lo forma una torre cuadrada de 29 metros de altura sobre la rocosa costa bretona.
Construido bajo la dirección de los ingenieros Dujardin y Pelau entre 1861 y 1864, está automatizado desde 1984.
- Datos: Q195087
- Multimedia: Triagoz lighthouse / Q195087